# Charles Frederick Baumgarten
Charles Frederick Baumgarten   (Lübeck, c. 1740 (>1739) - Londres, 1824) va ser un violinista, organista, compositor i professor d'origen alemany, que va viure a Londres.
Va ser alumne de l'organista Lübeck de Johann Paul Kunzen. El 1757 es va traslladar a Anglaterra. Hi ha pocs detalls de la seva carrera inicial. En 1760 va ser organista de la capella luterana de Savoia. El 1763 va ser líder de l'orquestra del Teatre Haymarket de Londres; el 1764 es trobava al Smock Alley Theater de Dublín.
Va ser líder de la banda privada del duc de Cumberland, els altres membres de la qual van incloure en William Shield i en William Thomas Parke. Des de 1780 fins a 1794 va ser líder de l'orquestra del Covent Garden Theatre de Londres. Joseph Haydn el va conèixer el 1792; Ja havia oblidat la seva llengua materna. Haydn va escriure en el seu diari que Baumgarten va dirigir «una orquestra adormida». No obstant això, ell i Adalbert Gyrowetz, que era a Londres al mateix temps, van reconèixer els seus coneixements teòrics.
Entre els seus nombrosos alumnes hi havia William Dance, Thomas Welsh, William Thomas Parke i el seu germà John Parke.
Baumgarten va morir a Londres el 1824, a l'edat de 84 anys. Carl Ferdinand Pohl va escriure «no sembla haver tingut l'art de fer ús dels seus avantatges i es va oblidar ràpidament».

## Composicions
Les composicions de Baumgarten inclouen obres de teclat, un concert per a un oboè i sis quartets per a diversos instruments. També va escriure una poca de material per al teatre, incloent la música de Carlo Antonio Delpini's Barba Blava (1791), l'obertura d'arlequí, Junior (Covent Garden 1784) i una mica de la música d'«Abbey Netley» (Covent Garden 1794).